# Paramillotapaculo
De paramillotapaculo (Scytalopus canus) is een zangvogel uit de familie Rhinocryptidae (tapaculo's). 

## Kenmerken
De vogel is 10,5 cm lang. Volwassen mannetjes zijn egaal donkergrijs van boven en van onder egaal lichtgrijs. Het oog is donkerbruin en de bovensnavel is bijna zwart en de ondersnavel donkergrijs, de snavelbasis is vaak wat lichter van kleur. Het verenkleed van het vrouwtje is niet met zekerheid bekend. Zij is waarschijnlijk bleker van kleur, met bruine veren van boven en op de flanken. De soort lijkt buitengewoon sterk op de verwante zwarte tapaculo (S. latrans), maar die maakt andere geluiden.

## Verspreiding en leefgebied
Deze soort is endemisch in westelijk Colombia. De leefgebieden liggen in de Andes op hoogten tussen de 3000 en 4000 meter boven zeeniveau, dicht bij de boomgrens in de gordel met struikgewas in de overgang tussen bergweiden en bos.

## Status
De paramillotapaculo heeft een beperkt verspreidingsgebied en daardoor is de kans op uitsterven aanwezig. De grootte van de populatie werd in 2014 door BirdLife International geschat op 3300-15.500 volwassen individuen en de populatie-aantallen nemen af door habitatverlies. Het leefgebied wordt aangetast door ontbossing waarbij natuurlijk bos in  brand wordt gestoken. Klimaatverandering is ook een bedreiging. Om deze redenen staat deze soort als gevoelig op de Rode Lijst van de IUCN.